# 中華民國保護動物協會
社團法人中華民國保護動物協會（英語：Animal Protection Association of the Republic of China），簡稱APA，是中華民國第一個動物保護團體，成立於1960年6月4日。致力於宣導動物保護觀念及從事流浪動物收容工作，亦曾參與推動《野生動物保育法》與《動物保護法》立法。
近年來，該協會相繼設立「狗來富代養」方案、「寵物食物銀行」計畫、「志工銀行」計畫、入口網站「台灣動物新聞網」，發行《流浪動物之家》雜誌；亦全力積極推廣動物保護觀念及生態教育。

## 成立沿革

### 成立

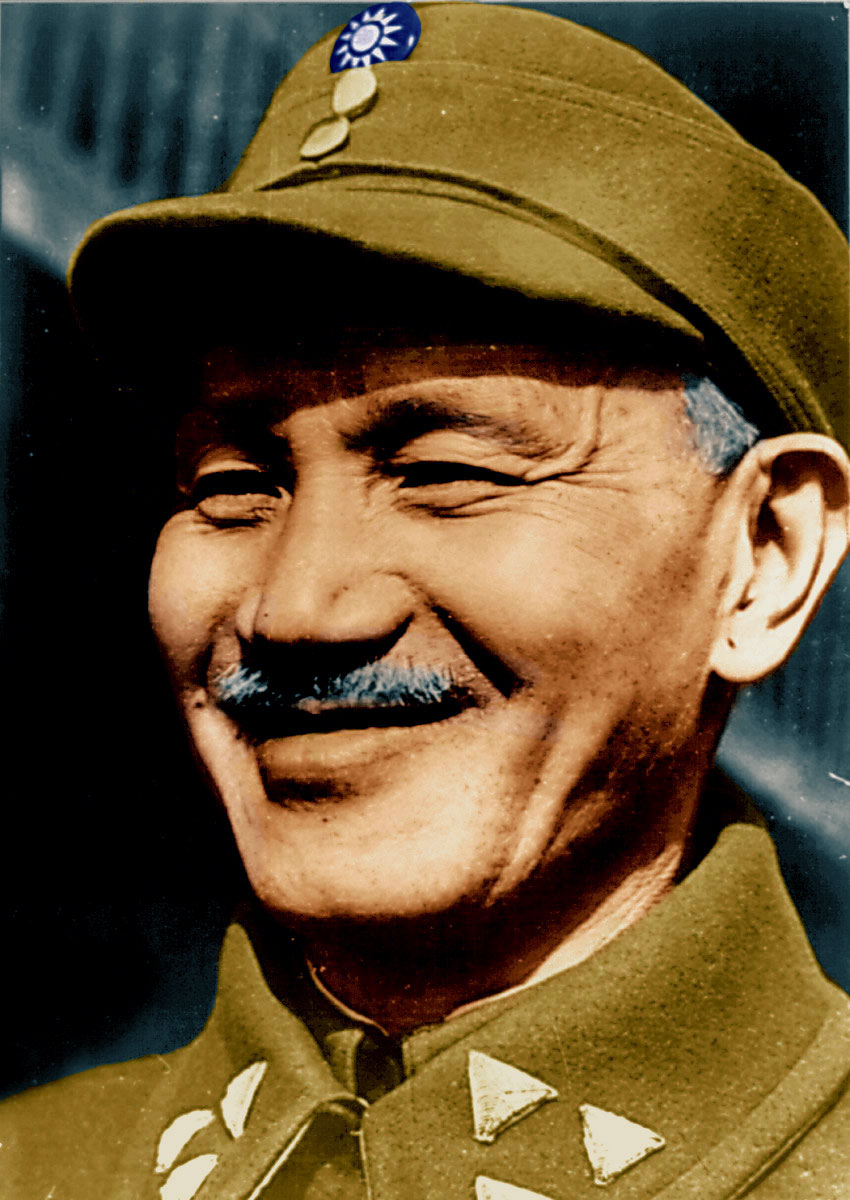
率先發起保護動物的總統蔣中正

1960年，時任中華民國總統蔣中正有鑑於民眾保護動物觀念不足，虐待動物的情形時有所聞，遂指示主管機關籌組保護牲畜團體，加強宣導保護動物觀念，並於該年6月4日成立了「中華民國保護牲畜協會」。

### 首度更名
1972年，中華民國政府全面禁獵，協會為順應潮流、擴大保護動物工作範圍至野生動物，於1973年6月4日更名「中華民國保護動物協會」。
更名的同時，組織亦有所擴編，設有秘書處及鳥類、昆蟲、教育宣導三委員會，在縣市另設有支會。以研究保護動物問題與措施、宣導推動社會愛護動物、維持生態平衡、提昇國人道德。同時，在鳥類委員會協助下成立「台北鳥會」、「台中鳥會」、「高雄鳥會」推動野外賞鳥活動，亦從事台灣各地鳥類、猛禽類調查及研究，供政府作保護野生動物施政參考。
1982年間，與日本野鳥會、大韓民國野生動物保護協會倡組「東亞鳥類保護會議」，第一年在漢城（現稱首爾）舉辦後，第二年即由該協會主辦，開創參與國際活動基礎。

### 增設「流浪動物之家」
1988年2月2日，匯集愛心人士設立「流浪動物之家」，首設於新北市永和區福和橋下，1991年間遷至淡水鎮，命名為「淡水流浪動物之家」，2000年10月遷至新北市八里區，更名為「中華民國保護動物協會所屬八里保育場」。
流浪動物之家成的目的在於救助流浪貓、狗，宣導『愛牠、養牠、不要遺棄牠』的理念，並推動以人道方式結紮流浪狗貓替代捕殺，進而敦促政府訂定動物保護法，以法律、教育、絕育等途徑達到沒有流浪動物。曾出版台大獸醫院葉力森醫師的著作：《台灣棄犬問題探討與對策》、《動物與法律》二書，以深入解決街頭流浪犬問題。亦辦理宣導活動與電話居間之「動物收送養轉介服務」
2001年中，保育場管理作業進入電腦化階段，陸續完成電子化管理系統，落實場內犬隻植入晶片並拍照建立犬籍口卡，登錄其特徵、性格、健康狀況、預防注射、醫療等紀錄，嚴格要求每位管理員除做場地清潔與犬隻飼餵外，同時隨時掌握自己管理區域隻犬隻數目、性格、行為等，並列入工作績效考評項目。

### 遷移新會址
2003年3月1日，中華民國保護動物協會在第六屆理事長蔡家福立法委員領導下，廣納各界優秀人才投入服務行列，在企業化管理理念方面也投入相當多的心力，期使業務運作更臻制度化，進而擴大業務服務領域，善盡公益團體的社會責任。
同時，秘書處搬遷至台北市大安區，並建置獨立網址，以加強電子化服務。

### 二度更名
2004年8月27日，再度更名為「社團法人中華民國保護動物協會」。
同年，召開「2004動物保護公共議題論壇」，透過公開討論及激烈辯論之方式，在民情風俗、經濟活動、教育觀念、宗教禮儀等各方面，對保護動物的觀念與實踐存在爭議的「灰色地帶」尋求共識，作為主管機關施政或民意代表問政之參考。

### 推出「狗來富」方案
為了讓台灣更多的流浪狗免於被安樂死的厄運，協會於2012年初設立全球首例的「狗來富」代養方案，目標是在全台灣招募代養家庭，由協會補助他們代養經費，每月提供500元的代養費及免費飼料，每個家庭最少需代養10隻狗；並由協會的探訪志工持續追蹤與記錄狗兒在代養家庭的後續狀況。

### 建立台灣動物新聞網
2014年4月9日，建立台灣地區最大的動物資訊平台「台灣動物新聞網」，也提供認養或協尋服務，2020年7月1日，暫時關站。

## 宗旨任務
社團法人中華民國保護動物協會以研究保護動物問題，並發動社會力量保護動物為宗旨。
任務有：
1. 關於保護動物之研究改進事項。
2. 關於動物飼養管理之改進事項。
3. 關於動物病害之防治事項。
4. 關於保護動物之教育宣傳事項。
5. 關於防止虐待動物之勸導事項。
6. 關於保護動物之通訊與聯絡事項。
7. 關於保護動物之著述翻譯出版事項。
8. 關於保護動物比賽之策劃事項。
9. 關於發動社會力量協助政府對棄養動物之服務保育事項。

## 專案成果

### 您領我養
本協會位於八里保育場內收容的貓狗，大多是來自於公立收容所遴選拯救而來，自92年2月份協會特別推出「您領我養‧攜手愛牠」專案──民眾每天只需捐款20元即可幫助想認養的貓狗，認養人可以親自到八里保育場探視，偶爾也可將貓狗帶回家小住，讓狗狗貓咪享有溫暖的關愛，不必煩惱空間問題，也不必擔憂無暇陪伴牠們，愛牠就是這麼簡單！

### 狗來富長期代養計畫
每年台灣各地也有為數不少的愛心人士與團體，默默投入拯救流浪狗兒的工作，但是，這麼多年來，為何還是無法有效的解決流浪狗問題，為了能從死神手中多搶回幾條生命，在既不受容量限制又能提升狗兒福祉的條件下，我們提出了「狗來富」方案，尋覓「幸福家園」的代養家庭，將狗兒從公立收容所中領出，重新照料訓練親和，讓狗兒重新社會化，並交由遴選後的鄉間代養家庭協助照料，給狗兒們一個自由寬廣的生活空間，也讓收容所空間有所舒緩，得以照料收容更多動物。

### 寵物食物銀行
民間立案的動保組織附設的動物收容所，時常因經費不足而發生斷糧危機，因此協會提出了建立「寵物食物銀行」之計畫，向社會各界勸募經費購買飼料，以提供社會上動物收容所的流浪動物所需，期盼能降低購買飼料的經費，將經費轉為改善收容所硬體設施，或其他執行保護動物業務上的需求，提升收容動物之福利，幫助動物收容所獲得壓力舒緩與支持，給予他們能量面對困境幫助。
「寵物食物銀行」計畫專戶募款，專款專用，款項使用於申請飼料支援之立案團體動物收容處所，渡過斷糧窘迫時期，然資源依舊不足，動物煎熬不斷，我們期待能持續給予面臨斷糧的收容處所，在第一時間的支援，並進一步支援他們改善動物生活環境及品質，陪伴他們度過難關，走過危機。

### 動保志工銀行
自西元2008年起，於全台各地開始辦理「動物保護志工培訓計畫」，迄今已有近7379人次參與課程培訓，並以各種形式投入動物保護議題、協會保育場、全台公家收容所及各地動物防疫所中，協會冀望透過教育課程，培訓更多關注動物保護議題的民眾，並藉此提升台灣動物保護觀念。這些參與培訓的動物保護志工們，有些已實際投入各地方動物保護機構或組織工作，有些則尚在觀望中。
然而，不論是已實際投入的志工朋友，或尚在觀望中的朋友，基本已了解台灣動物保護工作的基礎任務與相關知識，一方面讓志工了解台灣動保法及相關法規的規範，另一方面幫助志工對所配合單位的動保工作，有更深入的了解，學習如何與服務單位互相合作，一同為台灣的動物保護努力。
推動志願服務是無止境的工作，協會將持續辦理「2019年動物保護志工培訓計畫」，希望有更多的志工加入動保行列，幫助各地動物保護機構或組織，能擁有更充足的人力資源，讓台灣的動保工作能不斷地前進，塑造新的里程碑。

### 家犬絕育勸募
籌募經費支援各地弱勢家庭之家犬絕育，透過費用補助使其家庭更有意願將狗絕育，減少狗隻繁衍的機會，進而降低流浪狗的產生。

### 熱血狗仔
協會所屬台灣動物新聞網，因有感於寵物捐/輸血觀念並不普及，造成飼主面臨寵物緊急需要輸血時找不到救命血的困境，於2015年4月初推出了「熱血狗仔・榮譽出列」活動，利用募資平台募資購買100組血型卡、提供100個名額給符合捐血資格的毛勇士們，並組成一支可隨時捐輸熱血救助其他病危毛孩的隊伍。

### 緝毒犬專案
要成為一隻緝毒犬要愛玩、獨立、能忍耐且不能太服從，僅有2-3成的狗兒能達到這樣的高標準，其他經過訓練仍不適合擔任緝毒犬的狗兒，會再由其他公家單位挑選，有機會受訓成為搜救犬、陪伴犬等工作犬。關務署2015年起制定新的出養辦法，將退訓的緝毒犬透過動保團體送養，協會也因此承接了退訓緝毒犬送養的任務。

## 外部連結
- 官方网站

| 任次     | 姓名                                        | 就任時間 | 卸任時間 |
| -------- | ------------------------------------------- | -------- | -------- |
| 創會     | 趙連芳 理事長（創立：中華民國保護牲畜協會） |          |          |
| 第一屆   | 汪漁洋 理事長（更名：中華民國保護動物協會） |          |          |
| 第二屆   | 劉金約 理事長                               |          |          |
| 第三屆   | 劉金約 理事長                               |          |          |
| 第四屆   | 汪國恩 理事長                               | 85.04    | 88.04    |
| 第五屆   | 蔡家福 理事長                               | 88.04    | 91.04    |
| 第六屆   | 蔡家福 理事長                               | 91.04    | 94.04    |
| 第七屆   | 陳學聖 理事長                               | 94.04    | 97.04    |
| 第八屆   | 陳學聖 理事長                               | 97.04    | 100.03   |
| 第九屆   | 林陽期 理事長                               | 100.02   | 103.02   |
| 第十屆   | 林陽期 理事長                               | 103.03   | 106.02   |
| 第十一屆 | 李朝全 理事長                               | 106.02   | 109.02   |
| 第十二屆 | 李朝全 理事長                               | 109.02   | 112.03   |
| 第十三屆 | 楊冠章 現任理事長                           | 112.03   |          |